# Elisa Díaz Castelo
Elisa Díaz Castelo (Ciudad de México, 6 de octubre de 1986) es una poeta, traductora y escritora mexicana reconocida por su exploración de la relación entre la ciencia y la poesía.

## Biografía
Desde muy temprana edad, Díaz Castelo mostró interés por la literatura, comenzando a escribir poesía a los 13 años. Sin embargo, no compartió sus escritos hasta los 25, cuando empezó a considerar seriamente la posibilidad de dedicarse a la escritura. A lo largo de su carrera, ha sido galardonada con varios premios nacionales e internacionales por su trabajo poético y de traducción.
Díaz Castelo estudió Letras Inglesas en la Universidad Nacional Autónoma de México (UNAM), donde se interesó por la obra de autores como Anne Carson, cuya hibridación de géneros influyó profundamente en su estilo. Posteriormente, realizó una maestría en Escritura Creativa en la Universidad de Nueva York gracias a una beca Fulbright-comexus, donde desarrolló aún más su capacidad poética y su interés por la intersección entre la ciencia y la literatura. Durante su formación, Díaz Castelo experimentó inseguridades respecto a su identidad como poeta, en parte debido a la falta de representación femenina en los estudios literarios, lo que influyó en su decisión de abogar por la inclusión de más voces femeninas en los cánones literarios.
A lo largo de su carrera, Díaz Castelo ha recibido numerosos reconocimientos. En 2017, ganó el Premio Nacional de Poesía Alonso Vidal por su poemario Principia, y en 2020, fue galardonada con el prestigioso Premio Bellas Artes de Poesía Aguascalientes por su obra El reino de lo no lineal. También ha sido reconocida como traductora, recibiendo el Premio Bellas Artes de Traducción Literaria Margarita Michelena en 2019. Su poesía ha sido publicada en diversas revistas y antologías tanto en México como en el extranjero, como Letras Libres, Revista de la Universidad, Tierra Adentro y Periódico de Poesía.
Además, Díaz Castelo ha participado en diferentes programas culturales. Fue seleccionada como becaria del programa Jóvenes Creadores del Fondo Nacional para la Cultura y las Artes (FONCA) en varias ocasiones, y también fue becaria de la Fundación para las Letras Mexicanas (FLM) entre 2016 y 2018. En 2018, fue invitada al Festival Internacional de Poesía en Trois-Rivières, Canadá, como una de las poetas jóvenes representativas de América Latina.

## Trayectoria

### Literatura
Elisa Díaz Castelo ha destacado en la literatura mexicana contemporánea gracias a su habilidad para combinar lo poético con lo científico. Su obra abarca temas como la relación entre la fe y la ciencia, la exploración del cosmos y la biología, así como cuestiones existenciales sobre la vida y la muerte. Para Díaz Castelo, la poesía es un vehículo para abordar preguntas filosóficas y científicas, desdibujando las fronteras entre géneros literarios y disciplinas del conocimiento.
Su primer poemario, Principia (Tierra Adentro, 2017; reeditado por Elefanta Editorial, 2022), explora diversas disciplinas científicas como la biología, la cosmología y la astrofísica. En este libro, Díaz Castelo utiliza la ciencia como una metáfora para reflexionar sobre la invisibilidad del conocimiento científico y la interrelación entre el saber y la creencia. La obra también aborda su relación personal con la fe, cuestionando cómo diferentes sistemas, como la religión y la ciencia, narran los principios y fines de los tiempos. El poemario fue escrito entre 2015 y 2017 y fue galardonado con el Premio Nacional de Poesía Alonso Vidal en 2017, consolidando a Díaz Castelo como una de las voces emergentes más importantes de la poesía mexicana.
En 2020, publicó El reino de lo no lineal (Fondo de Cultura Económica), obra que le valió el Premio Bellas Artes de Poesía Aguascalientes. En este libro, Díaz Castelo continúa su exploración de la ciencia en la poesía, centrándose en la física cuántica y la naturaleza no lineal del universo. La autora juega con conceptos científicos complejos para desarrollar una poética que combina lo abstracto con lo tangible, lo microcósmico con lo macrocósmico. Esta obra también aborda el dolor, el duelo y la muerte, temas recurrentes en la poesía de Díaz Castelo, tratados a través de un lenguaje preciso y profundamente emotivo.
En Proyecto Manhattan (2021), Díaz Castelo adopta una estructura híbrida, mezclando monólogos dramáticos y poesía para abordar el papel de diversas mujeres involucradas en la creación de la bomba atómica durante la Segunda Guerra Mundial. Este libro representa una incursión en la dramaturgia poética y rescata voces femeninas históricamente invisibilizadas, ofreciendo una reflexión crítica sobre la ciencia, la ética y el poder destructivo de la tecnología.
En 2023, Elisa Díaz Castelo debutó en la narrativa con El libro de las costumbres rojas (Elefanta Editorial). En este conjunto de cuentos, la autora continúa experimentando con la hibridación de géneros, fusionando elementos poéticos y narrativos para explorar temas como la muerte, la vejez y las herencias invisibles que dejamos a nuestros seres queridos. Esta obra ha sido aclamada por su originalidad en la forma y el contenido, y demuestra la versatilidad de Díaz Castelo como escritora.

### Estilo y temas
El estilo poético de Elisa Díaz Castelo se caracteriza por un lenguaje que equilibra la precisión técnica con la subjetividad lírica. A través de su obra, la autora explora temas que abarcan desde lo cósmico y lo grandioso hasta lo microscópico y lo cotidiano. Utilizando la ciencia como punto de partida, Díaz Castelo transforma conceptos abstractos en experiencias poéticas íntimas, lo que le permite reflexionar sobre cuestiones universales como la muerte, la fe, el amor y el conocimiento.
Su enfoque híbrido, que combina lo poético con lo científico, ha sido influenciado por poetas como Anne Carson y la poeta mexicana Tedi López Mills. Díaz Castelo, sin embargo, ha logrado desarrollar una voz única en la poesía contemporánea, que se caracteriza por la intersección de disciplinas aparentemente dispares como la física, la biología y la filosofía. Esta fusión de saberes le permite crear una obra que desafía las categorías tradicionales y ofrece nuevas formas de narrar y comprender el mundo.

### Traducción
Además de su trabajo como poeta, Elisa Díaz Castelo ha destacado como traductora literaria. Entre las figuras que ha traducido se encuentran poetas como Ocean Vuong, Natalie Diaz, Li-Young Lee, Roger Robinson, Aracelis Girmay y Ada Limón. Su labor como traductora le ha permitido acercar a un público hispanohablante las voces de algunos de los poetas más destacados de la actualidad, lo que también ha enriquecido su propio quehacer literario.
En 2019, fue galardonada con el Premio Bellas Artes de Traducción Literaria Margarita Michelena, un reconocimiento a la excelencia de su trabajo como traductora.

## Obras
- Principia (Tierra Adentro, 2017; Elefanta Editorial, 2022)
- El reino de lo no lineal (Fondo de Cultura Económica, 2020)
- Proyecto Manhattan (Antílope/Instituto Sinaloense de Cultura, 2021)
- El libro de las costumbres rojas (Elefanta Editorial, 2023)[8]
- Malacría (sexto piso, 2025)

## Premios y reconocimientos
- Premio Poetry International (2016)
- Segundo lugar en el Premio Literal Latté (2015)
- Premio Nacional de Poesía Alonso Vidal (2017) por Principia
- Premio Bellas Artes de Traducción Literaria Margarita Michelena (2019)
- Premio Bellas Artes de Poesía Aguascalientes (2020) por El reino de lo no lineal
- Beca Fulbright-comexus para estudios en la Universidad de Nueva York